# Персефона (картина)
«Персефона» (англ. Persephone) — картина американского художника Томаса Гарта Бентона, написанная им в 1939 году темперой и маслом на холсте. Ныне она хранится в Художественном музее Нельсона-Аткинса в Канзас-Сити (штат Миссури, США). На картине изображена древнегреческая богиня Персефона, отдыхающая обнажённой у дерева в сельской местности, типичной для американского Среднего Запада. Сам художник, изображённый в фермерской одежде, играет на полотне роль Плутона, выглядывающего из-за дерева.
«Персефона» была написана в Художественном институте Канзас-Сити, в котором Бентон работал преподавателем. Некоторые из учеников Бентона также создали свои версии этой работы. Репортёр из журнала «Life» посетил Бентона в его студии во время работы над «Персефоной» и другой его знаменитой картиной с обнажённой натурой того же периода — «Сусанна и старцы».
Натурщицей для «Персефоны» была Имоджин Брутон. Она служила моделью для учеников в школе в 1930-х годах, но отказалась от этой деятельности после написания «Персефоны». Имоджин Брутон вышла замуж в 1940 году и впоследствии не любила вспоминать о своём прошлом в качестве модели.
Художественный музей Нельсона-Аткинса в Канзас-Сити (штат Миссури, США) приобрёл картину Бентона в 1986 году. Музей заплатил за неё 2,5 миллиона долларов США, ставшей рекордной суммой для работы этого художника.
Картина послужила вдохновением для фотоработы 1974 года Джуди Датер «Имоджен и Твинка в Йосемити».